# 卡尔康
卡尔康（法語：Carcans，法語發音：[kaʁkɑ̃]）是法国吉伦特省的一个市镇，属于莱斯帕尔梅多克区。

## 地理
卡尔康（45°4'43"N, 1°2'39"W）面积175.4 平方千米，位于法国新阿基坦大区吉倫特省，该省份为法国西南部沿海省份，是法國本土面积最大的省，北起滨海夏朗德省，西临大西洋，南至朗德省，东南接洛特-加龍省，东临多爾多涅省。
与卡尔康接壤的市镇（或旧市镇、城区）包括：乌尔坦、布拉什、拉卡诺、利斯特拉克梅多克、圣洛朗梅多克。

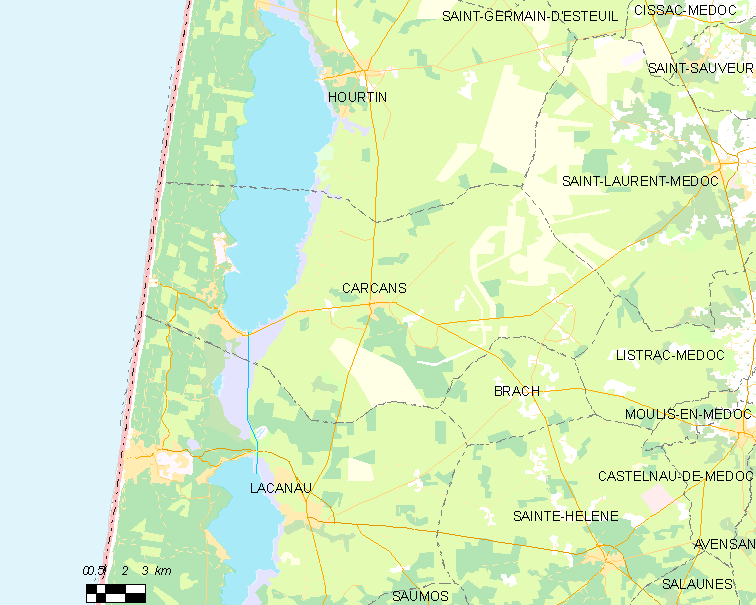
卡尔康的OSM定位图

卡尔康的时区为UTC+01:00、UTC+02:00（夏令时）。

## 行政
卡尔康的邮政编码为33121，INSEE市镇编码为33097。

## 政治
卡尔康所属的省级选区为南梅多克县。

## 人口

1962-2008年间卡尔康人口变化图示

卡尔康于2022年1月1日时的人口数量为2415人。